# Castelo Menzies

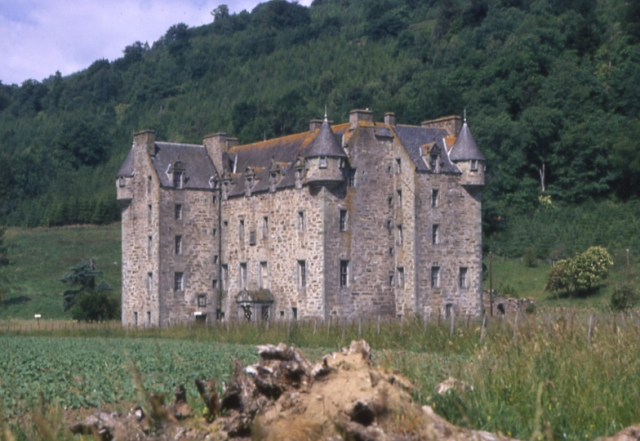
Castelo Menzies, Escócia.

O Castelo Menzies (em língua inglesa Castle Menzies) é um castelo localizado em Perth and Kinross, Escócia.
O castelo foi protegido na categoria "A" do "listed building", em 5 de outubro de 1971.